# サワンカローク郡
座標: 北緯17度19分0秒 東経99度49分54秒 / 北緯17.31667度 東経99.83167度
サワンカローク郡（サワンカロークぐん）は、タイ北部のスコータイ県にある郡の1つ。

## 名称
旧郡名はワンマイコーン郡 (タイ語: อำเภอวังไม้ขอน)。サワンカロークとは「天国の世界」という意味である。

## 歴史
スコータイ王朝の衛星都市として発展した。ラームカムヘーン王時代に華僑によって、陶磁器技術がもたらされ宋胡禄が始まった。これらの宋胡禄は、日本では戦国時代や江戸時代に寸胡禄として輸入され茶人に愛された。
その後チャクリー改革の際、ワンマイコーン郡と呼ばれていたが、1933年にサワンカローク県の県庁所在地としてムアンサワンカローク郡に改称された。その後、サワンカローク県全体が1939年4月17日スコータイ県となり、ムアンサワンカローク郡も県庁所在地を意味する「ムアン」が取れてサワンカローク郡となった。

## 地理
ヨム川の形成した平地あり、郡内にはほぼ山はない。
交通は、国鉄が通っているほか、南北に国道101号線が通っており、北はプレーやウッタラディットなどとつながり、南はスコータイとつながっている。

## 経済
郡内の主要な産業は農業であり、主要な産物は米である。

## 行政区分
サワンカローク郡は14のタムボンに分かれ、さらにその下位に143の村（ムーバーン）がある。自治体（テーサバーン）が設置されており、タムボン・ムアンサワンカローク全体がテーサバーンムアン（ムアン自治体）・サワンカロークである。また郡内には13のタムボン行政体が設置されている。
1. タムボン・ムアンサワンカローク …… ตำบลเมืองสวรรคโลก
2. タムボン・ナイムアン …… ตำบลในเมือง
3. タムボン・クローンクラチョン …… ตำบลคลองกระจง
4. タムボン・ワンピンパート …… ตำบลวังพิณพาทย
5. タムボン・ワンマイコーン …… ตำบลวังไม้ขอน
6. タムボン・ヤーンヤーオ …… ตำบลย่านยาว
7. タムボン・ナートゥン …… ตำบลนาทุ่ง
8. タムボン・クローンヤーン …… ตำบลคลองยาง
9. タムボン・ムアンバーンヨム …… ตำบลเมืองบางยม
10. タムボン・タートーン …… ตำบลท่าทอง
11. タムボン・パークナーム …… ตำบลปากน้ำ
12. タムボン・パークムコ …… ตำบลป่ากุมเกาะ
13. タムボン・ムアンバーンクラン …… ตำบลเมืองบางขลัง
14. タムボン・ノーンクラップ …… ตำบลหนองกลับ